# Phyllobius incanus
Phyllobius incanus — вид долгоносиков-скосарей из подсемейства Entiminae.

## Описание
Жук длиной 3,5-4,5 мм. Усики и ноги ржаво-красные. На надкрыльях нет торчащих волосков; чешуйки овальной формы, однородные, сероватые, с бронзовым или красноватым отливом. Усики короткие, второй сегмент жгутика усиков немного короче первого. Головотрубка не длиннее своей ширины, отделена ото лба глубоким поперечным давлением.

## Экология
Жука можно встретить на дубе (Quercus).